# Кара-Моско, Инна Витальевна
И́нна Вита́льевна Ка́ра-Мо́ско (род. 24 ноября 1948 года, Дзауджикау, Северо-Осетинская АССР, СССР) — советская и российская актриса театра и кино, заслуженный артист Российской Федерации (2009).

## Биография
Инна Витальевна Кара-Моско родилась 24 ноября 1948 года. В 1972 году окончила ГИТИС (курс М. Б. Мордвинова) и была принята в труппу Московского драматического театра им. Пушкина.
Работала на радио в записи радиоспектаклей и передач. Участвовала в телевизионных проектах «По волнам моей памяти» и «Ночь в стиле детства» на «СТС» с режиссёром Егором Дружининым. Участвует в спектаклях Московской драматической труппы «Блуждающие звёзды» и вечерах и проектах ЦДА им. А.А. Яблочкиной.

## Награды и звания
- Заслуженная артистка Российской Федерации (2009)[1].
- Заслуженная артистка Республики Южная Осетия (2022)
- Лауреат V Всероссийского фестиваля «Золотая провинция» (спектакль «Один день из жизни девицы Любы Отрадиной» А. Н. Островский, реж. П. Е. Тихомиров) (2016).
- Лауреат VIII Международного фестиваля «Золотая провинция» (спектакль «Три сестры и дядя Ваня» М. Гаврилова, постановка Н. П. Красноярской и П. Е. Тихомирова (2019).
- Диплом им. народной артистки РСФСР Л. А. Лозицкой «За сохранение русской классики н отечественной сцене» (2019).
- Лауреат Х Международного театрального фестиваля "Золотая провинция" (спектакль "Театральный роман" М.А. Булгакова, Московская драматическая труппа "Блуждающие звезды") (2022).
- Почётная грамота СТД РФ (2023).
- Благодарственное письмо депутата федерального собрания Государственной думы РФ (2023).

## Работы в театре
- «Дни нашей жизни» Л. Андреева — Оль-Оль
- «Драматическая песня» — Тоня Туманова
- «Шоколадный солдатик» Б. Шоу — Райна
- «Ночью без звёзд» А. Штейна — Виктория
- «Жил-был Я…» А. Штейна — Моя первая любовь
- «Мораль пани Дульской» Г. Запольской — Меля
- «Моя любовь на 3-м курсе» М. Шатрова — Маришка Скрябина
- «Аленький цветочек» С. Аксакова — Алёнушка
- «Джельсомино в стране лжецов» — Ромолетта
- «Каменное гнездо» — Анна-Лиза
- «Без вины виноватые» А. Островского — Отрадина
- «Пятый десяток» — Ася Ёлочкина
- «Кафедра» В. Врублевской — Лаговская
- «Месье Амилькар платит» И. Жамиака — Виржиния
- «Обручение» М. Метерлинка — мать Тиль-Тиля
- «Сон в летнюю ночь» В. Шекспира — Ипполита
- «Принцесса Брамбилла» Э. Т. Гофмана — Вещунья
- «Блэз» К. Манье — Шансонье
- «Красотки кабаре» — Героиня
- «Последняя женщина синьора Хуана» Л. Жуховицкого — Эльвира
- «Где любезная моя?» А. Островского — Пионова
- «Эрик XIV» А. Стриндберга — Вдовствующая королева
- «Зовите Печориным» Н. Садур — графиня
- «Проделки Скапена» Ж.-Б. Мольера — Нерина
- «Антигона» Ж. Ануя — Кормилица
- «Ночи Кабирии» Ф. Феллини — Мона
- «Русские комедии» А. П. Чехова
- «Мадам Бовари» Г. Флобера — госпожа Лефрансуа
- «Ревизор» — жена Хлопова
- «Аленький цветочек» С. Аксакова — кикимора
- «Великая магия» — синьора Дзампа
- «Дама с камелиями» — Рок

## Фильмография
1. 1965 — Наш дом — студентка консерватории (нет в титрах)
2. 1973 — Дела сердечные — эпизод
3. 1973 — Иван Васильевич меняет профессию — девушка на пиру (нет в титрах)
4. 1973 — Молчание доктора Ивенса — стюардесса
5. 1973 — Чёрный принц — Люда, официантка
6. 1977 — И снова Анискин — Лариса Бережкова, жена художника
7. 1981 — Тропинины — Надюша (нет в титрах)
8. 1984 — Призываюсь весной — Тихомирова
9. 1984 — Зудов, вы уволены! — эпизод
10. 1987 — Мегрэ у министра — Бланш
11. 1988 — Радости земные — эпизод
12. 1991 — Блэз — шансонье
13. 1993 — Антифауст
14. 1995 — Ширли-мырли — подруга Кэрол
15. 2000 — Зависть богов — эпизод
16. 2004 — Долгое прощание — актриса театра
17. 2011 — Товарищи полицейские (серии 8 «360 минут. 13 отдел.», 18 «Мастер-класс, или Первое дело Сэма. 13 отдел.») — Лариса Ароновна, тёща Матросова